# Joaquim Francisco de Abreu
Joaquim Francisco de Abreu, (Rio Grande, 13 de março de 1836 — Rio Grande, 13 de junho de 1895) foi um militar brasileiro.
Filho de Antonio Francisco dos Santos Abreu e Perpétua da Silva Santos Abreu (sobrinha de Bento Gonçalves da Silva), então proprietários da Fazenda São Lourenço.

## História
Entrou para a Marinha do Brasil em 1851, aos 15 anos de idade, sendo sucessivamente promovido até o posto de almirante, em 20 de abril de 1893. Tomou parte da Guerra contra Aguirre e da Guerra do Paraguai, onde participou do combate de Riachuelo, da passagem de Mercedes e Cuevas, do combate às baterias de Curupaity, passagem das baterias de Timbó, combate de Angostura, entre outros.
Antes de Riachuelo, por ocasião da Campanha no Uruguai, conhecida também como Guerra contra Aguirre (1864 - 1865), participou do Bloqueio a Montevidéu e da tomada de Paysandu, essa em janeiro de 1865, sob as ordens do próprio Almirante Tamandaré. Ainda no quadro das ações contra o governo do Paraguai, no ano de 1868, assumiu o comando do Encouraçado Lima Barros e, nessa condição, tomou parte nas ações em Humaitá, Tebiquari e Angostura.
No combate de Riachuelo, era comandante do Belmonte, barco que sofreu intenso ataque.  Mesmo com 37 rombos de artilharia no seu casco, e estando Abreu ferido, encalhou seu barco para que fossem remendados os buracos e pudesse seguir combate.
De volta à capital, foi designado para comandar, interinamente, a Divisão Naval do Primeiro Distrito, logo após promovido ao posto de Capitão de Mar e Guerra, em 1869. Em 1870, foi nomeado para o Conselho Naval e, nos anos seguintes, comandou ainda a Fragata Amazonas e a Corveta Niterói, nos anos de 1871 e 1872, respectivamente, sendo designado, em 1874, para comandar o Encouraçado Sete de Setembro e, em seguida, o Corpo de Imperiais Marinheiros.
No ano de 1876, foi então nomeado para exercer o comando da Divisão do Terceiro Distrito, no Pará. Logo no ano seguinte, seguiu para o Rio Grande do Sul a fim de assumir a Flotilha sediada naquela província. Tendo então exercido sua função a bordo da Canhoneira Henrique Martins.
Nomeado Inspetor do Arsenal de Marinha da Bahia, foi promovido a Chefe de Divisão, no ano de 1878, primeiro posto do generalato naval à época, ainda na função de Inspetor desse Arsenal. No ano seguinte, foi designado Comandante da Flotilha do Mato Grosso, onde exerceu também a função de Inspetor da Linha de Navegação subvencionada pelo Estado entre Montevidéu e Cuiabá. Em 1881, presidiu a Comissão encarregada de rever as cotas de ração e apresentar propostas a bem da higiene das Praças da Armada, e ainda, nomeado membro das Comissões encarregadas de proceder às novas experiências em todas as espécies de espoletas e de proceder experiência e emitir parecer sobre as metralhadoras Nordenfeld. Ainda como Chefe de Divisão, comandou a Divisão de Evoluções, a bordo da Corveta Niterói, ao longo da costa do Império.
Alcançado o posto de Chefe de Esquadra, foi nomeado Conselheiro de Guerra, em 1886, e Intendente da Marinha, no ano seguinte. Promovido a Vice-Almirante, no ano de 1890, exerceu a função de Inspetor do Arsenal de Marinha da Capital.
Joaquim Francisco de Abreu exerceu as atividades de Ministro do Supremo Tribunal Militar, cargo para o qual foi nomeado em julho de 1893, antes de sua morte, aos 59 anos de idade, em 14 de julho de 1895, ainda no serviço ativo da Marinha.
Após a Proclamação da República, foi deputado geral pelo Rio Grande do Sul, porém renunciou ao cargo por não ter gostado do meio.
Em sua homenagem, a Marinha deu seu nome ao Cruzador Almirante Abreu, em 1898; logo em seguida vendido aos Estados Unidos, que reforçava sua força naval em conseqüência da Guerra Hispano-Americana.

## Carreira[5]
Praça de Aspirante a Guarda-Marinha: 20 de fevereiro de 1851
Guarda-Marinha: 10 de novembro de 1853
Segundo-Tenente: 12 de março de 1856
Primeiro-Tenente: 16 de novembro de 1859
Capitão-Tenente: 13 de janeiro de 1866
Capitão de Fragata: 29 de dezembro de 1867
Capitão de Mar e Guerra: 2 de dezembro de 1869
Chefe de Divisão: 7 de dezembro de 1878
Chefe de Esquadra: 9 de julho de 1883
Vice-Almirante: 8 de janeiro de 1890
Almirante Graduado: 20 de abril de 1893

## Comandos e Direções
Corveta Belmonte
Encouraçado Lima Barros
Divisão Naval do Primeiro Distrito
Fragata Amazonas
Corveta Niterói
Encouraçado Sete de Setembro
Corpo de Imperiais-Marinheiros
Divisão Naval do Terceiro Distrito
Canhoneira Felipe Camarão
Canhoneira Ivaí
Flotilha do Rio Grande do Sul
Arsenal da Marinha da Bahia
Flotilha do Mato Grosso
Presidente da Comissão encarregada de rever as cotas de ração e apresentar propostas a bem da higiene das Praças da Armada
Divisão de Evoluções
Intendente da Marinha
Arsenal da Marinha da Corte

## Comissões
Fragata Constituição
Brigue Pavuna
Corveta Bahiana
Brigue Eolo
Vapor Pedro II
Brigue Maranhão
Corveta Berenice
Estação Naval de Pernambuco
Corveta Beberibe
Brigue Capibaribe
Vapor Recife
Patacho Iguaçu
Corveta Belmonte
Conselho Naval
Canhoneira Henrique Martins
Comissão para proceder às novas experiências em todas as espécies de espoletas
Comissão para proceder experiência das metralhadoras Nordenfeld
Conselho de Guerra
Inspetor da Linha de Navegação subvencionada pelo Estado entre Montevidéu e Cuiabá
Encouraçado Barroso
Canhoneira Forte Coimbra

Ministro do Supremo Tribunal Militar